# Теніс на літніх Олімпійських іграх 1988
Змагання з тенісу у програмі літніх Олімпійських ігор 1988 пройшли на кортах Тенісного центру Сеульського олімпійського парку з 20 вересня по 1 жовтня 1988 року. Змагання проводили під егідою МОК та Міжнародної тенісної федерації (ITF). 
Теніс повернувся на Олімпіаду після тривалої перерви — попередній офіційний тенісний турнір відбувся в Парижі 1924 року. У 1984 році, в Лос-Анджелесі, було проведено неофіційний показовий турнір.
За правилами змагань матчі за третє місце не проводили — вручали дві (дві пари) бронзові медалі. До змагань було допущено професіональних тенісистів.

## Підсумки

### Таблиця медалей
| Місце  | Країна               | Золото | Срібло | Бронза | Загалом |
| ------ | -------------------- | ------ | ------ | ------ | ------- |
| 1      | США (USA)            | 2      | 1      | 2      | 5       |
| 2      | Чехословаччина (TCH) | 1      | 1      | 1      | 3       |
| 3      | ФРН (FRG)            | 1      | 0      | 1      | 2       |
| 4      | Аргентина (ARG)      | 0      | 1      | 0      | 1       |
| 4      | Іспанія (ESP)        | 0      | 1      | 0      | 1       |
| 6      | Швеція (SWE)         | 0      | 0      | 2      | 2       |
| 7      | Австралія (AUS)      | 0      | 0      | 1      | 1       |
| 7      | Болгарія (BUL)       | 0      | 0      | 1      | 1       |
| Усього | Усього               | 4      | 4      | 8      | 16      |

### Медалісти
| Дисципліна                 | Золото                              | Срібло                                         | Бронза                                             |
| -------------------------- | ----------------------------------- | ---------------------------------------------- | -------------------------------------------------- |
| Чоловіки. Одиночний турнір | Мілослав Мечирж · Чехословаччина    | Тім Майотт · США                               | Стефан Едберг · Швеція                             |
| Чоловіки. Одиночний турнір | Мілослав Мечирж · Чехословаччина    | Тім Майотт · США                               | Бред Гілберт · США                                 |
| Чоловіки. Парний турнір    | США (USA) Кен Флек Роберт Сегусо    | Іспанія (ESP) Еміліо Санчес Серхіо Касаль      | Чехословаччина (TCH) Мілослав Мечирж Мілан Шрейбер |
| Чоловіки. Парний турнір    | США (USA) Кен Флек Роберт Сегусо    | Іспанія (ESP) Еміліо Санчес Серхіо Касаль      | Швеція (SWE) Стефан Едберг Андерс Яррід            |
| Жінки. Одиночний турнір    | Штеффі Граф · Західна Німеччина     | Габріела Сабатіні · Аргентина                  | Зіна Гаррісон · США                                |
| Жінки. Одиночний турнір    | Штеффі Граф · Західна Німеччина     | Габріела Сабатіні · Аргентина                  | Мануела Малеєва · Болгарія                         |
| Жінки. Парний турнір       | США (USA) Пем Шрайвер Зіна Гаррісон | Чехословаччина (TCH) Яна Новотна Гелена Сукова | Австралія (AUS) Елізабет Смайлі Венді Тернбулл     |
| Жінки. Парний турнір       | США (USA) Пем Шрайвер Зіна Гаррісон | Чехословаччина (TCH) Яна Новотна Гелена Сукова | ФРН (FRG) Штеффі Граф Клаудія Коде-Кільш           |